# Małnowska Wola
Małnowska Wola (ukr. Малнівська Воля) – wieś na Ukrainie, w rejonie jaworowskim (do 2020 roku w rejonie mościskim) obwodu lwowskiego. Wieś liczy 594 mieszkańców.
Wieś królewska Wola Malinowska, należąca do starostwa mościskiego, w 1627 roku leżała w ziemi przemyskiej województwa ruskiego. Posiadaczem wsi Wola Małnowska był Stanisław Jan Jabłonowski, została spustoszona w czasie najazdu tatarskiego w 1672 roku. W II Rzeczypospolitej do 1934 samodzielna gmina jednostkowa. Następnie należała do zbiorowej wiejskiej gminy Małnów w powiecie mościskim w woj. lwowskim. W 1943 nacjonaliści ukraińscy z OUN - UPA zamordowali tutaj 30 Polaków. Po wojnie wieś weszła w struktury administracyjne Związku Radzieckiego.